# Свободы захотели?
«Свободы захотели?» — восьмой номерной студийный альбом рок-группы «Облачный край». Записан в 1990 году на Ленинградской студии грамзаписи. Первый альбом группы, изданный на грампластинке. Также первый и единственный релиз «Облачного края», состоявшийся на фирме «Мелодия».
Альбом отличается весьма агрессивным звучанием и обилием фольклорных интонаций в мелодических решениях, а тексты песен — высокой степенью политизированности.

## Предыстория
После выхода альбома «Стремя и люди» в студийной деятельности «Облачного края» произошёл пятилетний перерыв. За это время состав группы усилился ритм-секцией. «Облачный край» в расширенном составе успел дать серию эффектных концертов в Ленинграде, Москве и родном Архангельске, а также триумфально выступить на рок-фестивалях в Черноголовке и Подольске в 1987 году. Сергей Богаев, лидер коллектива, также успел вступить в недавно возникший Архангельский рок-клуб, где зарекомендовал себя как талантливый звукорежиссёр.

## История создания
К 1990 году сложился следующий состав «Облачного края»: Сергей Богаев — гитара, Олег Рауткин — вокал, Николай Лысковский — клавишные, Андрей Лукин — бас, Юрий Кораблёв — ударные. Ритм-секцию составили бывшие участники архангельской группы «Аутодафе». Музыканты приехали в Ленинград вчетвером, без Рауткина, который появился позднее. За организацию записи вновь взялся Андрей Тропилло.
Новая программа записывалась на Ленинградской студии грамзаписи в помещении лютеранской церкви Святой Екатерины. Продюсерами альбома стали Сергей Богаев и легендарный звукорежиссёр и музыкант Юрий Морозов. В распоряжение Лысковского попали синтезаторы, предоставленные ленинградскими музыкантами: Андрей Муратов из группы «ДДТ» одолжил клавиши Yamaha DX21, а Алексей Вишня — Korg M1. Лукин играл на собственной бас-гитаре Jolana Iris Bass, а также на предоставленном Вадимом Курылёвым басу Rickenbacker. В отличие от коллег, Богаев не стал связываться с профессиональными инструментами и использовал гитару «Урал» из «архангельского» арсенала «Облачного края». Однако эта сессия стала последней в истории группы, на которой звучит «Урал».
В рабочем процессе также приняли небольшое участие Виктор Динов, другой легендарный ленинградский звукорежиссёр (в качестве аранжировщика), и супруга Алексея Вишни Елена (исполнила вокальную партию в одной композиции).
«Свободы захотели?» — первый альбом группы, обложку которого оформлял архангелогородец Сергей Супалов. Художник изобразил на лицевой стороне обложки гигантскую статую стереотипного современного диктатора, по которой карабкаются отрицательные герои других композиций альбома.

## Издания
В 1990 году фирма грамзаписи «Мелодия» выпустила альбом на аудиокассетах, а в 1991 году — на грампластинках. Релиз «Свободы захотели?» на виниле стал первым в истории группы. Однако звук на пластинке по непонятным причинам оказался значительно хуже, чем на мастер-ленте. Низким качеством отличалась и полиграфия конверта. В том же году «Мелодия» осуществила допечатку тиража, однако в её рамках улучшилось качество лишь полиграфии, но не звучания. Это издание стало последним опытом сотрудничества «Облачного края» и «Мелодии».
Лейбл Hobbott Proline Ltd. в 1996 году издал альбом на компакт-дисках и кассетах, а «Отделение „Выход“» в 1998 году — только на кассетах. В 2008 году состоялось переиздание в рамках архивного проекта «ДПНР» («Да Поможет Нам Рок!»), функционирующего при поддержке фирм «АнТроп» и «Выргород».

## Музыкальный стиль и тематика песен
Вскоре после выхода альбом «Свободы захотели?» удостоился нескольких положительных рецензий от различных изданий. Обозреватели единогласно отмечали, что звучание «Облачного края» стало ещё более агрессивным, с преобладанием элементов панк-рока и хэви-метала над традиционным для группы хард-роком. В то же время музыка стала изобиловать фольклорными интонациями, органично сочетающимися с «тяжёлыми» аранжировками. К недостаткам была отнесена некоторая архаичность звучания, в первую очередь выразившаяся в однообразии гитарных риффов. Значительно более прохладно отнёсся к альбому российский рок-журналист Александр Кушнир, который в ходе рассказа о группе в своей книге «100 магнитоальбомов советского рока» упомянул его как «не очень удачную пластинку».
Альбом отличается значительно большей политизированностью, нежели предыдущие работы группы. При этом музыкальный журналист Андрей Бурлака в пресс-релизе «Мелодии» утверждает, что песни представляют собой не зарисовки на злободневную тему, а антиутопический цикл, предчувствующий возможные перемены в худшую сторону. Обозреватель «Московского комсомольца» в рецензии на альбом отмечает, что отдельный интерес представляют нестандартно длинные названия композиций: «Не совалась бы ты, девочка, в политику», «Поднимайся, народ, на бой с идолищем поганым» и др.
Заглавная маршеобразная композиция, по словам самого Богаева, исполнялась как бы от лица генерала Альберта Макашова, который был крайне несимпатичен музыканту. Обозреватель свердловского издания «Рок-Хроника» обнаруживает параллель между её музыкой и известной политической песней «Бухенвальдский набат».
Песня «Русская народная», в записи которой приняла участие Елена Вишня, стала первым ремейком собственной композиции с более раннего альбома («Х-я самодеятельность»).

## Список композиций
1. Тайный член (4:15)
2. Не совалась бы ты, девочка, в политику (3:35)
3. И на самого крутого парня найдётся пуля (4:52)
4. Отходная (3:16)
5. Впечатления от посещения памятника идеям Чуч-хэ (2:00)
6. Русская народная (3:52)
7. Свободы захотели? (4:23)
8. Девушка и вампир (3:01)
9. Поднимайся, народ, на бой с идолищем поганым (4:00)
10. Возвращение казаков из дальнего похода (в трёх с половиной частях) (7:42)

Автор всех композиций — Сергей Богаев. Названия композиций на различных изданиях могут иметь несущественные различия.

## Участники записи
- Сергей Богаев — вокал, гитары
- Олег Рауткин — вокал
- Андрей Лукин — вокал, бас, клавишные
- Николай Лысковский — клавишные
- Юрий Кораблёв — ударные
- Елена Вишня — вокал (6)[14]